# Impair et Père
Impair et Père (It Runs in the Family) est une pièce de théâtre de Ray Cooney, écrite en 1992 et adaptée par Stewart Vaughan et Jean-Christophe Barc.
Jean-Luc Moreau a créé cette adaptation en novembre 2001 au théâtre de la Michodière. La pièce est alors interprétée par Roland Giraud, Stéphane Hillel, Élisa Servier, Clair Jaz, Jacques Pater, Manault Deva, Nicole Gueden, Baptiste Roussillon, Jean-Baptiste Marcenac, Guillaume Romain, Jean-Claude Arnaud,  et Marie-Christine Adam. Elle reste quatorze mois à l'affiche du théâtre de la Michodière, puis tourne en France, en Belgique et en Suisse. En 2003 la pièce a été captée par France 2, qui l'a également sortie en DVD.